# Zouzou Ben Chikha
Zouzou Ben Chikha, officieel Zouzou Ben Chikha Ben Mohammed (Oostende, 1971) is een Vlaams acteur, muzikant en theatermaker. In 2003 richtte hij samen met zijn oudere broer Chokri het internationaal gezelschap Union Suspecte op.  

## Biografie
Zouzou Ben Chikha werd in Oostende geboren en groeide op in Blankenberge bij zijn Tunesische ouders. In zijn laatste jaar middelbaar deed hij succesvol ingangsexamen aan de Jazz Studio waarna hij van 1994 tot 1996 een trompet- en gitaaropleiding in Antwerpen doorliep en in Brussel ging wonen. Zouzou Ben Chikha speelde in bands en cafés, en werkte mee aan de jongerenprojecten waar zijn broer hen beiden in activeerde. Als gitarist of trompettist speelde hij onder meer bij Shera Z (Algerije), Atto Kwamenah Amissa (Ghana), Waza Roots (Ghana), Calabas (België) en Rojah Lao (Togo).
Samen met Omar Camara (Senegalese danser en choreograaf) en broer Chokri Ben Chikha richt Zouzou in 1994 de vzw Nit Nithei Garabam op.  Samen met Mourade Zeguendi en Ruud Gielens zette hij ook het theatergezelschap Les Glandeurs op, met producties als Grensstraat 41 Rue de la Limite en L’Hafa. In 2001 had hij een rol in Niet alle Marokkanen zijn dieven van Arne Sierens voor HET PALEIS/DAStheater. In 2003 richten de broers, samen met dramaturge Femke Vandenbosch, vervolgens het gezelschap Union Suspecte op waarmee ze de veelbesproken familietrilogie maakten (De Leeuw van Vlaanderen (2003), Onze Lieve Vrouw van Vlaanderen (2005), Broeders van Liefde (2008)), waarmee ze internationaal op tournee gingen.
De drie delen vertrekken vanuit het vervormde en uitvergrote autobiografisch materiaal van de familie Ben Chikha. Waar De Leeuw van Vlaanderen ging over de mank gelopen relatie tussen een in Vlaanderen opgegroeide zoon en zijn Tunesische vader, spitst Onze Lieve Vrouw van Vlaanderen zich toe op de moederfiguur. Fatima en Maria volgden beiden hun man naar Blankenberge waar zij elkaar leren kennen via ‘hun’ uitverkoren zoon, zijn broer Chokri. Fatima, de biologische moeder, is haar man Habib vanuit Tunesië gevolgd in het kader van gezinsherenigingspolitiek. Maria, de praktische moeder, is een overlevende van de Holocaust en volgde een Belgische soldaat naar de kuststad. De soldaat is al lang met de noorderzon verdwenen, Habib is net gestorven. De vrouwen blijven achter: Maria, getraumatiseerd en kinderloos, ontfermt zich over Chokri, een van de zoons van Fatima. Er ontstaat een stil gevecht tussen de twee moeders. In het laatste deel van het drieluik, Broeders van Liefde, gaat het over de relatie tussen de broers. Ze gingen daarvoor in zee met Arne Sierens en zijn gezelschap Compagnie Cecilia.
Met Union Suspecte volgden ook andere producties als We people (2005), Hotel Ah!Med (2007) en They eat people (2008). In 2009 ontstond het theatergezelschap Action Zoo Humain geleid door de twee broers, met producties als De waarheidscommissie, Flandrien en Join the Revolution, een stuk over de Jasmijnrevolutie van 2010 waarvoor Chokri en Zouzou ook impressies kregen na hun bezoek aan Tunis en Sousse na de aanslagen. 
Zouzou Ben Chikha krijgt veel media-aandacht en grotere naamsbekendheid in 2015 door zijn rol in Bevergem als Amar Arfaoui, een Belg van Noord-Afrikaanse afkomst, eigenaar van Garage Amar en echtgenoot van Martine, een rol gespeeld door Ann Tuts. In 2017 had hij een rol als zakenman Ibrahim in de mini-televisieserie Generatie B. Van 2016 tot 2017 speelde hij in De Dag als Yusef Hawal, de vader van de gegijzelde kinderen Noor en Basil, een televisieserie naar een scenario van Julie Mahieu en Jonas Geirnaert die in 2018 op VIER werd uitgezonden. Ook speelde hij mee in de VRT-serie  De twaalf .
In het theater speelt hij intussen de rol van Nabil in De zonder zon zon, met tekst van Pieter De Buysser en in regie van Ruud Gielens voor ARSENAAL/LAZARUS. Voor hun eigen Action Zoo Humain coacht hij de monoloog Le Chicon van Maxime Waladi en speelt hij in een coproductie met NTGent mee in de romanbewerkingen Platform en Onderworpen. Onderworpen is een bewerking van Soumission van Michel Houellebecq.
Van 2021 tot 2024 speelde hij de rol van Muze in de televisieserie  Chantal.